# Ehreshoven
Ehreshoven ist ein Ortsteil der Gemeinde Engelskirchen im Oberbergischen Kreis in Nordrhein-Westfalen in Deutschland.

## Lage und Beschreibung
Der Ort liegt rund sieben Kilometer westlich von Engelskirchen an der Agger.

## Geschichte
Um 1280 wurde der Ort das erste Mal urkundlich erwähnt und zwar sind „Pueri de Yrenshoven, Domina de Irenshoven und Henricus de Irenshove“ (Kinder, Herrin und Heinrich von Ehreshoven) aufgeführt im Verzeichnis der Einkünfte der Abtei Siegburg.
In der Übersicht der Gebiets-Eintheilung des Regierungs-Bezirks Köln von 1817 werden für Ehreshoven „Rittersitz, Fruchtmühle, Hof und doppelte Eisenhämmer“ mit einer Seelenzahl von 39 genannt.

## Sehenswürdigkeiten
Im Ort befindet sich Schloss Ehreshoven, ein Wasserschloss mit einem Damenstift der Rheinischen Ritterschaft sowie eine Kommende der Malteser. Zwischen Ehreshoven und dem benachbarten Vilkerath liegt der Ehreshovener Stausee.

## Verkehr
Der Ort liegt an der Bundesstraße 55.

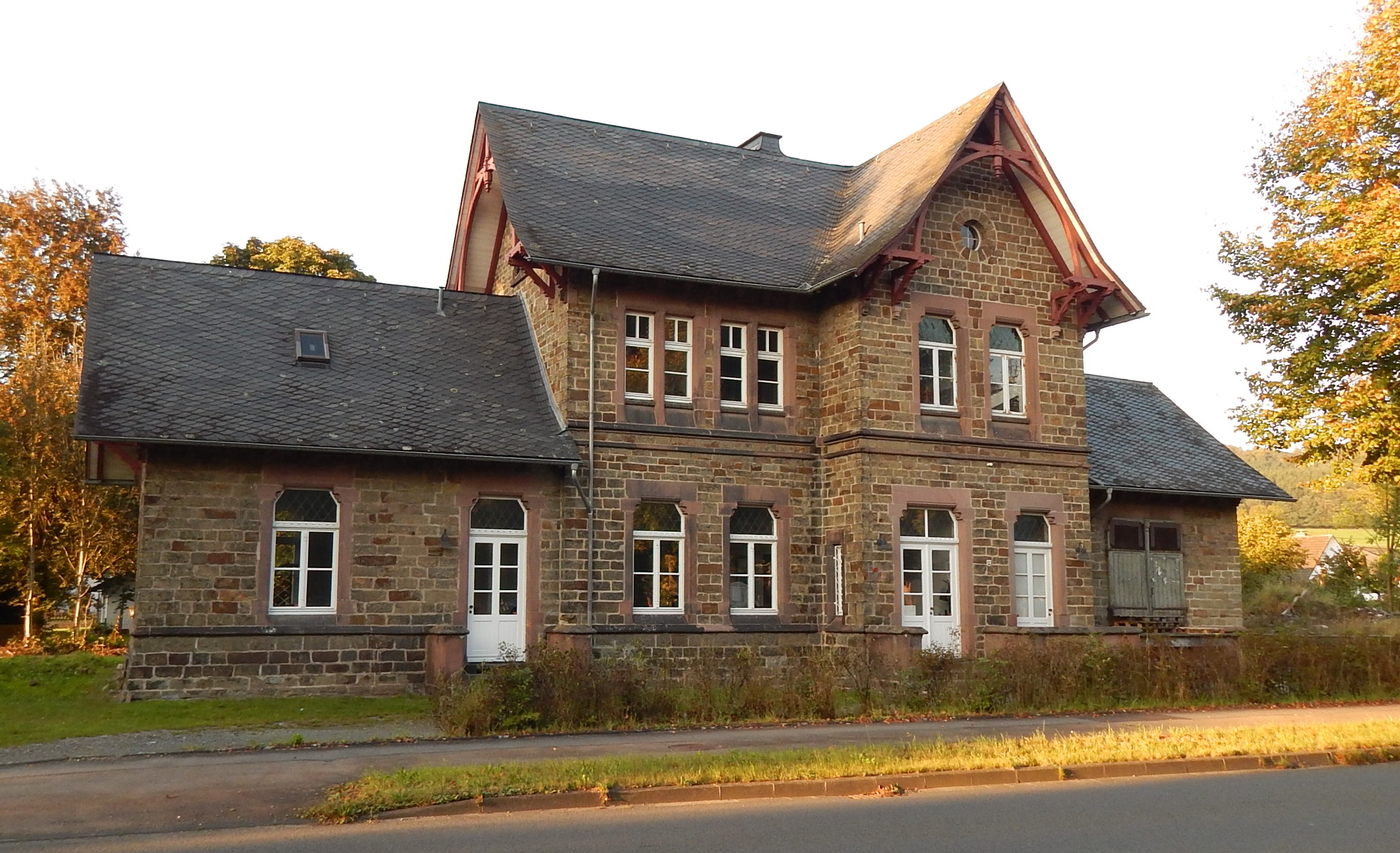
Alter Bahnhof

Durch Ehreshoven führt die Bahnstrecke von Köln nach Marienheide (KBS 459). Die Strecke hatte hier früher den zweigleisigen Bahnhof Ehreshoven, der heute jedoch nicht mehr bedient wird. Das Empfangsgebäude steht allerdings noch.
Der Linienbus 310 (Gummersbach – Overath) hält am Schloss Ehreshoven.
Folgende Wanderwege werden vom Wanderparkplatz Schloss Ehreshoven vom Sauerländischen Gebirgsverein angeboten:
- A1 (3,8 km)
- A2 (5,0 km)
- A4 (7,0 km)
- A5 (10,5 km)
- A8 (15,0 km)